# Phthonandria conjunctiva
Phthonandria conjunctiva là một loài bướm đêm trong họ Geometridae.